# Chamnar Leu
Chamnar Leu es una comuna (khum) del distrito de Staung, en la provincia de Kompung Thom, Camboya. En marzo de 2008 tenía una población estimada de 7701 habitantes.
Se encuentra ubicada en la llanura camboyana, a escasa distancia de la costa oriental del lago Sap (Tonlé Sap) y del río Steung Saen, el cual es el principal tributario de dicho lago.